# Campionati mondiali di rock and roll acrobatico 2009
I XXXI Campionati mondiali di rock and roll acrobatico si sono svolti a Ginevra, in Svizzera, il 28 novembre 2009. La gara si è svolta interamente alla Salle du Pommier di Ginevra.

## Coppie partecipanti
| Nazione   | Coppie | No. di Coppie |
| --------- | --- | ------------- |
| Austria   | Rene Taumberger & Valerie Eder (1) Wolfgang Reitbauer & Isabella Vorraber (2) Christian Demetrescu & Sonja Durdovicova (3) | 3             |
| Croazia   | Marko Legvard & Petra Bracun (4) Neven Ivic & Ivana Mihalic (5) | 2             |
| Rep. Ceca | Lukas First & Alzbeta Slamova (7) Vitezslav Horak & Sandra Chudomska (8) | 2             |
| Francia   | Aurélien Vidalenc & Cyrielle Marcourel (9) Christophe Payan & Kathy Richetta (10) Florian Baron & Guylaine Golf (11) Frederic Fayard & Sandra Josserand (12) Julien Foulon & Ingrid Foulon (13)                                  | 5             |
| Germania  | Jens Wedemeyer & Marina Elvers (14) Johannes Kattanek & Sara Dinah Bohemann (15) Lukas Moos & Christina Bischoff (16) | 3             |
| Ungheria  | Zoltán Németh & Dóra Mitre (17) | 1             |
| Norvegia  | Steinar Berg & Anne Ragnhild Olstad (18) | 1             |
| Polonia   | Jacek Tarczylo & Anna Miadzielec (19) | 1             |
| Russia    | Ivan Youdin & Olga Sbitneva (21) Ivan Klimov & Katrin Gazazyan (22) Marat Batyrshin & Natalia Mukhina (23) Alexei Panferov & Anna Avdeeva (24) Dmitry Ionov & Ekaterina Tikhonova (25)                                           | 5             |
| Slovenia  | Franci Pevc & Klavdija Babnik (26) | 1             |
| Svizzera  | Maurizio Mandorino & Jade Mandorino (28) Michael Trüb & Stephanie Rüegg (29) Christopher Gerdil & Jessica Prunier (30) Richard Cerutti & Leslie Hsieh (31) Mikael Caffi & Pamela Grezet (32) Nicolas Ozelley & Magali Carle (33) | 6             |
| Svezia    | Daniel Köhlqvist & Frida Lundström (34) Jimmy Järvekvist & Ida Victorin (35) | 2             |

## Risultati

### Primo turno
| No. Coppia | Nazione              | Ballerino  | Ballerina   | Giudice A | Giudice B | Giudice C | Giudice D | Giudice E | Giudice F | Giudice G | Totale |
| ---------- | -------------------- | ---------- | ----------- | --------- | --------- | --------- | --------- | --------- | --------- | --------- | ------ |
| 1          | Austria (bandiera)   | Taumberger | Eder        | 12.133    | 10.116    | 10.566    | 11.383    | 11.516    | 8.533     | 12.800    | 55.714 |
| 2          | Austria (bandiera)   | Reitbauer  | Vorraber    | 9.166     | 7.900     | 6.116     | 7.616     | 4.833     | 5.183     | 7.133     | 33.948 |
| 3          | Austria (bandiera)   | Demetrescu | Durdovicova | 12.349    | 9.500     | 8.200     | 8.100     | 6.350     | 5.783     | 8.566     | 40.716 |
| 4          | Croazia (bandiera)   | Legvard    | Bracun      | 13.066    | 10.533    | 10.066    | 10.900    | 8.850     | 12.983    | 11.766    | 56.248 |
| 5          | Croazia (bandiera)   | Ivic       | Mihalic     | 16.966    | 12.400    | 14.033    | 13.816    | 16.033    | 13.433    | 15.000    | 72.315 |
| 7          | Rep. Ceca (bandiera) | First      | Slamova     | 14.000    | 11.766    | 13.066    | 12.933    | 13.283    | 10.183    | 13.466    | 65.514 |
| 8          | Rep. Ceca (bandiera) | Horak      | Chudomska   | 13.133    | 11.733    | 13.900    | 13.883    | 12.416    | 12.983    | 15.766    | 66.315 |
| 9          | Francia (bandiera)   | Vidalenc   | Marcourel   | 10.033    | 11.333    | 10.500    | 11.350    | 10.500    | 8.400     | 10.133    | 52.499 |
| 10         | Francia (bandiera)   | Payan      | Richetta    | 16.233    | 13.766    | 14.800    | 14.416    | 17.316    | 14.350    | 14.166    | 73.965 |
| 11         | Francia (bandiera)   | Baron      | Golf        | 15.566    | 12.733    | 13.866    | 13.616    | 16.266    | 12.750    | 13.733    | 69.531 |
| 12         | Francia (bandiera)   | Fayard     | Josserand   | 12.033    | 10.183    | 10.533    | 10.200    | 11.300    | 9.866     | 9.533     | 52.082 |
| 13         | Francia (bandiera)   | Foulon     | Foulon      | 10.900    | 12.616    | 11.300    | 10.133    | 14.783    | 8.750     | 12.033    | 56.982 |
| 14         | Germania (bandiera)  | Wedemeyer  | Elvers      | 12.333    | 9.483     | 10.033    | 8.000     | 11.016    | 7.233     | 11.233    | 49.765 |
| 15         | Germania (bandiera)  | Kattanek   | Bohemann    | 12.316    | 9.966     | 11.200    | 10.082    | 9.333     | 7.916     | 11.333    | 51.914 |
| 16         | Germania (bandiera)  | Moos       | Bischoff    | 11.483    | 10.216    | 12.000    | 10.150    | 8.166     | 7.200     | 11.466    | 51.481 |
| 18         | Norvegia (bandiera)  | Berg       | Olstad      | 13.883    | 10.766    | 10.766    | 10.316    | 11.966    | 5.766     | 10.200    | 54.014 |
| 19         | Polonia (bandiera)   | Tarczylo   | Miadzielec  | 16.200    | 12.733    | 12.850    | 14.366    | 14.250    | 11.283    | 15.433    | 69.632 |
| 21         | Russia (bandiera)    | Youdin     | Sbitneva    | 15.100    | 13.200    | 13.900    | 13.558    | 16.850    | 14.966    | 14.966    | 72.490 |
| 22         | Russia (bandiera)    | Klimov     | Gazazyan    | 14.050    | 11.800    | 14.700    | 11.733    | 15.316    | 12.400    | 14.733    | 67.683 |
| 23         | Russia (bandiera)    | Batyrshin  | Mukhina     | 8.866     | 8.766     | 7.400     | 7.566     | 5.433     | 7.033     | 2.300     | 36.198 |
| 24         | Russia (bandiera)    | Panferov   | Avdeeva     | 12.416    | 11.300    | 12.266    | 12.616    | 11.850    | 10.716    | 12.866    | 60.448 |
| 25         | Russia (bandiera)    | Ionov      | Tikhonova   | 14.566    | 9.866     | 12.683    | 10.866    | 9.683     | 12.850    | 11.533    | 57.798 |
| 26         | Slovenia (bandiera)  | Pevc       | Babnik      | 11.850    | 9.116     | 9.050     | 9.400     | 10.700    | 11.933    | 12.600    | 52.999 |
| 28         | Svizzera (bandiera)  | Mandorino  | Mandorino   | 17.450    | 12.533    | 14.100    | 13.933    | 17.100    | 14.650    | 15.700    | 75.483 |
| 29         | Svizzera (bandiera)  | Trüb       | Rüegg       | 14.166    | 12.466    | 12.583    | 12.066    | 11.550    | 14.133    | 15.566    | 65.414 |
| 30         | Svizzera (bandiera)  | Gerdil     | Prunier     | 10.966    | 9.866     | 10.466    | 9.883     | 12.750    | 7.700     | 13.100    | 53.931 |
| 31         | Svizzera (bandiera)  | Cerutti    | Hsieh       | 13.776    | 10.600    | 11.516    | 10.299    | 11.016    | 11.300    | 14.133    | 58.198 |
| 32         | Svizzera (bandiera)  | Caffi      | Grezet      | 13.033    | 11.000    | 11.350    | 10.600    | 12.350    | 9.083     | 12.833    | 58.133 |
| 33         | Svizzera (bandiera)  | Ozelley    | Carle       | 9.616     | 8.166     | 7.833     | 6.850     | 8.416     | 7.716     | 9.333     | 41.464 |
| 34         | Svezia (bandiera)    | Köhlqvist  | Lundström   | 3.600     | 0.000     | 0.000     | 0.000     | 0.000     | 1.400     | 1.900     | 3.300  |
| 35         | Svezia (bandiera)    | Järvekvist | Victorin    | 4.800     | 2.700     | 3.900     | 3.200     | 1.750     | 2.800     | 2.900     | 15.500 |

### Turno di ripescaggio
| No. Coppia | Nazione             | Ballerino  | Ballerina   | Giudice A | Giudice B | Giudice C | Giudice D | Giudice E | Giudice F | Giudice G | Totale |
| ---------- | ------------------- | ---------- | ----------- | --------- | --------- | --------- | --------- | --------- | --------- | --------- | ------ |
| 1          | Austria (bandiera)  | Taumberger | Eder        | 5.533     | 5.183     | 4.650     | 4.700     | 5.133     | 4.116     | 5.850     | 25.199 |
| 2          | Austria (bandiera)  | Reitbauer  | Vorraber    | 3.483     | 3.933     | 2.300     | 3.133     | 2.100     | 2.450     | 3.366     | 14.732 |
| 3          | Austria (bandiera)  | Demetrescu | Durdovicova | 4.133     | 4.016     | 3.183     | 2.616     | 2.766     | 2.116     | 3.666     | 16.247 |
| 9          | Francia (bandiera)  | Vidalenc   | Marcourel   | 5.216     | 4.983     | 4.583     | 4.383     | 3.516     | 3.750     | 5.083     | 22.782 |
| 12         | Francia (bandiera)  | Fayard     | Josserand   | 6.250     | 5.133     | 4.650     | 4.066     | 4.616     | 4.883     | 5.016     | 24.298 |
| 14         | Germania (bandiera) | Wedemeyer  | Elvers      | 6.850     | 5.166     | 4.416     | 4.183     | 6.050     | 3.750     | 5.283     | 25.098 |
| 15         | Germania (bandiera) | Kattanek   | Bohemann    | 6.800     | 4.833     | 5.583     | 4.533     | 6.000     | 3.933     | 5.650     | 26.599 |
| 16         | Germania (bandiera) | Moos       | Bischoff    | 5.400     | 5.283     | 5.633     | 4.366     | 5.016     | 3.233     | 5.683     | 25.698 |
| 18         | Norvegia (bandiera) | Berg       | Olstad      | 7.633     | 5.633     | 6.050     | 4.238     | 6.816     | 5.766     | 5.216     | 29.481 |
| 23         | Russia (bandiera)   | Batyrshin  | Mukhina     | 6.983     | 5.733     | 5.050     | 4.616     | 5.183     | 5.166     | 4.600     | 25.748 |
| 26         | Slovenia (bandiera) | Pevc       | Babnik      | 5.416     | 5.116     | 3.833     | 3.866     | 5.783     | 6.316     | 5.666     | 25.847 |
| 30         | Svizzera (bandiera) | Gerdil     | Prunier     | 6.516     | 5.633     | 4.700     | 4.883     | 7.200     | 5.200     | 6.483     | 28.665 |
| 33         | Svizzera (bandiera) | Ozelley    | Carle       | 7.366     | 5.466     | 4.450     | 4.950     | 6.350     | 5.033     | 6.200     | 27.999 |
| 34         | Svezia (bandiera)   | Köhlqvist  | Lundström   | 0.000     | 0.000     | 0.000     | 0.000     | 0.000     | 0.000     | 0.000     | 0.000  |
| 35         | Svezia (bandiera)   | Järvekvist | Victorin    | 0.000     | 0.000     | 0.000     | 0.000     | 0.000     | 0.000     | 0.000     | 0.000  |

### Quarti di finale
| No. Coppia | Nazione              | Ballerino  | Ballerina  | Giudice A | Giudice B | Giudice C | Giudice D | Giudice E | Giudice F | Giudice G | Totale |
| ---------- | -------------------- | ---------- | ---------- | --------- | --------- | --------- | --------- | --------- | --------- | --------- | ------ |
| 1          | Austria (bandiera)   | Taumberger | Eder       | 4.850     | 5.700     | 4.483     | 5.000     | 4.433     | 3.166     | 6.033     | 24.466 |
| 4          | Croazia (bandiera)   | Legvard    | Bracun     | 6.100     | 5.050     | 5.150     | 4.600     | 4.400     | 6.150     | 5.383     | 26.283 |
| 5          | Croazia (bandiera)   | Ivic       | Mihalic    | 7.633     | 6.216     | 6.316     | 6.150     | 7.250     | 6.583     | 7.133     | 33.498 |
| 7          | Rep. Ceca (bandiera) | First      | Slamova    | 5.816     | 5.983     | 6.116     | 5.716     | 6.100     | 4.183     | 6.600     | 29.731 |
| 8          | Rep. Ceca (bandiera) | Horak      | Chudomska  | 7.000     | 6.516     | 5.800     | 6.233     | 5.783     | 4.216     | 6.950     | 31.282 |
| 10         | Francia (bandiera)   | Payan      | Richetta   | 7.433     | 6.350     | 6.183     | 5.933     | 7.816     | 6.450     | 6.783     | 33.199 |
| 11         | Francia (bandiera)   | Baron      | Golf       | 7.916     | 6.116     | 6.116     | 6.116     | 7.583     | 5.950     | 6.750     | 32.681 |
| 13         | Francia (bandiera)   | Foulon     | Foulon     | 6.899     | 6.716     | 6.033     | 5.983     | 7.566     | 6.150     | 6.366     | 32.164 |
| 14         | Germania (bandiera)  | Wedemeyer  | Elvers     | 5.283     | 5.200     | 4.416     | 4.483     | 5.516     | 3.833     | 5.650     | 24.898 |
| 15         | Germania (bandiera)  | Kattanek   | Bohemann   | 4.933     | 3.016     | 4.883     | 4.000     | 0.683     | 0.000     | 4.450     | 17.032 |
| 16         | Germania (bandiera)  | Moos       | Bischoff   | 5.216     | 5.200     | 5.800     | 4.100     | 3.966     | 3.150     | 5.766     | 24.248 |
| 18         | Norvegia (bandiera)  | Berg       | Olstad     | 6.116     | 5.683     | 5.950     | 4.900     | 6.166     | 4.283     | 5.400     | 28.049 |
| 19         | Polonia (bandiera)   | Tarczylo   | Miadzielec | 6.850     | 6.550     | 6.150     | 6.266     | 6.933     | 5.950     | 7.216     | 32.749 |
| 21         | Russia (bandiera)    | Youdin     | Sbitneva   | 6.983     | 6.133     | 6.333     | 6.133     | 7.533     | 7.083     | 6.883     | 33.415 |
| 22         | Russia (bandiera)    | Klimov     | Gazazyan   | 5.866     | 6.350     | 6.650     | 5.533     | 7.300     | 6.250     | 6.566     | 31.682 |
| 23         | Russia (bandiera)    | Batyrshin  | Mukhina    | 5.283     | 5.250     | 5.116     | 4.933     | 4.616     | 3.983     | 4.550     | 24.465 |
| 24         | Russia (bandiera)    | Panferov   | Avdeeva    | 5.600     | 5.750     | 5.333     | 4.550     | 6.583     | 4.450     | 6.016     | 27.249 |
| 25         | Russia (bandiera)    | Ionov      | Tikhonova  | 5.166     | 5.433     | 5.516     | 4.133     | 5.200     | 5.850     | 5.233     | 26.548 |
| 28         | Svizzera (bandiera)  | Mandorino  | Mandorino  | 7.683     | 6.150     | 6.066     | 6.150     | 7.483     | 6.066     | 6.816     | 32.665 |
| 29         | Svizzera (bandiera)  | Trüb       | Rüegg      | 6.400     | 6.066     | 5.866     | 5.399     | 6.333     | 6.366     | 7.016     | 31.031 |
| 30         | Svizzera (bandiera)  | Gerdil     | Prunier    | 5.166     | 5.516     | 4.200     | 4.816     | 6.083     | 4.633     | 6.683     | 26.214 |
| 31         | Svizzera (bandiera)  | Cerutti    | Hsieh      | 6.050     | 6.216     | 5.250     | 4.600     | 6.866     | 5.216     | 6.916     | 29.598 |
| 32         | Svizzera (bandiera)  | Caffi      | Grezet     | 5.200     | 5.833     | 5.700     | 5.116     | 6.033     | 3.983     | 6.433     | 27.882 |
| 33         | Svizzera (bandiera)  | Ozelley    | Carle      | 6.916     | 5.216     | 5.266     | 4.833     | 4.983     | 4.116     | 6.300     | 26.598 |

### Semifinali
| No. Coppia | Nazione              | Ballerino | Ballerina  | Giudice A | Giudice B | Giudice C | Giudice D | Giudice E | Giudice F | Giudice G | Totale |
| ---------- | -------------------- | --------- | ---------- | --------- | --------- | --------- | --------- | --------- | --------- | --------- | ------ |
| 5          | Croazia (bandiera)   | Ivic      | Mihalic    | 7.533     | 5.700     | 6.566     | 6.266     | 5.816     | 6.883     | 6.833     | 32.364 |
| 7          | Rep. Ceca (bandiera) | First     | Slamova    | 6.450     | 5.800     | 6.266     | 6.466     | 6.116     | 5.916     | 7.466     | 31.214 |
| 8          | Rep. Ceca (bandiera) | Horak     | Chudomska  | 6.233     | 5.650     | 6.783     | 6.966     | 6.616     | 5.616     | 7.550     | 32.248 |
| 10         | Francia (bandiera)   | Payan     | Richetta   | 7.416     | 6.183     | 6.966     | 6.183     | 7.383     | 6.966     | 7.116     | 34.614 |
| 11         | Francia (bandiera)   | Baron     | Golf       | 5.050     | 1.666     | 2.450     | 2.366     | 3.933     | 2.200     | 2.750     | 13.699 |
| 13         | Francia (bandiera)   | Foulon    | Foulon     | 7.333     | 6.066     | 7.483     | 7.383     | 7.216     | 6.866     | 7.416     | 36.214 |
| 19         | Polonia (bandiera)   | Tarczylo  | Miadzielec | 0.500     | 1.266     | 0.000     | 0.000     | 0.000     | 0.000     | 0.000     | 1.766  |
| 21         | Russia (bandiera)    | Youdin    | Sbitneva   | 6.650     | 5.333     | 7.066     | 6.616     | 7.200     | 6.850     | 7.483     | 34.382 |
| 22         | Russia (bandiera)    | Klimov    | Gazazyan   | 5.016     | 5.516     | 6.933     | 5.300     | 5.766     | 5.733     | 6.866     | 29.181 |
| 28         | Svizzera (bandiera)  | Mandorino | Mandorino  | 7.600     | 5.316     | 6.500     | 5.883     | 6.550     | 6.366     | 7.150     | 32.449 |
| 29         | Svizzera (bandiera)  | Trüb      | Rüegg      | 6.200     | 4.883     | 6.233     | 5.866     | 5.433     | 5.966     | 7.216     | 29.698 |
| 31         | Svizzera (bandiera)  | Cerutti   | Hsieh      | 5.516     | 5.216     | 5.233     | 5.033     | 5.716     | 4.683     | 7.166     | 26.714 |

### Finale

#### Rock tecnico
| No. Coppia | Giudice A | Giudice B | Giudice C | Giudice D | Giudice E | Giudice F | Giudice G | 1. | 1.-2. | 1.-3. | 1.-4. | 1.-5. | 1.-6. | 1.-7. | Posizione | Somma |
| ---------- | --------- | --------- | --------- | --------- | --------- | --------- | --------- | -- | ----- | ----- | ----- | ----- | ----- | ----- | --------- | ----- |
| 5          | 3         | 7         | 5         | 2         | 4         | 3         | 6         | 0  | 1     | 3     | 4     | -     | -     | -     | 4,0       | 4,0   |
| 7          | 2         | 2         | 6         | 7         | 6         | 6         | 2         | 0  | 3     | 3     | 3     | 3     | 6     | -     | 6,0       | 6,0   |
| 8          | 7         | 5         | 7         | 5         | 7         | 5         | 3         | 0  | 0     | 1     | 1     | 4     | -     | -     | 5,0       | 5,0   |
| 10         | 4         | 4         | 2         | 4         | 2         | 4         | 5         | 0  | 2     | 2     | 6     | -     | -     | -     | 3,0       | 3,0   |
| 13         | 6         | 3         | 4         | 6         | 5         | 7         | 7         | 0  | 0     | 1     | 2     | 3     | 5     | -     | 7,0       | 7,0   |
| 21         | 5         | 6         | 3         | 3         | 3         | 2         | 4         | 0  | 1     | 4     | -     | -     | -     | -     | 2,0       | 2,0   |
| 28         | 1         | 1         | 1         | 1         | 1         | 1         | 1         | 7  | -     | -     | -     | -     | -     | -     | 1,0       | 1,0   |

#### Rock acrobatico
| No. Coppia | Giudice A | Giudice B | Giudice C | Giudice D | Giudice E | Giudice F | Giudice G | 1. | 1.-2. | 1.-3. | 1.-4. | 1.-5. | 1.-6. | 1.-7. | Posizione | Somma |
| ---------- | --------- | --------- | --------- | --------- | --------- | --------- | --------- | -- | ----- | ----- | ----- | ----- | ----- | ----- | --------- | ----- |
| 5          | 6         | 5         | 7         | 7         | 7         | 5         | 7         | 0  | 0     | 0     | 0     | 2     | 3     | 7     | 7,0       | 14,5  |
| 7          | 3         | 3         | 6         | 3         | 6         | 6         | 4         | 0  | 0     | 3     | 4(13) | -     | -     | -     | 6,0       | 15,0  |
| 8          | 5         | 2         | 4         | 2         | 5         | 7         | 3         | 0  | 2     | 3     | 4(11) | 6(21) | 6     | -     | 5,0       | 12,5  |
| 10         | 4         | 4         | 3         | 6         | 1         | 4         | 6         | 1  | 1     | 2     | 5     | -     | -     | -     | 3,0       | 7,5   |
| 13         | 2         | 1         | 1         | 1         | 2         | 1         | 2         | 4  | -     | -     | -     | -     | -     | -     | 1,0       | 8,5   |
| 21         | 7         | 7         | 2         | 5         | 3         | 3         | 1         | 1  | 2     | 4     | -     | -     | -     | -     | 2,0       | 5,0   |
| 28         | 1         | 6         | 5         | 4         | 4         | 2         | 5         | 1  | 2     | 2     | 4(11) | 6(21) | 7     | -     | 4,0       | 7,0   |

## Vincitore
| Campione del Mondo 2009 Ivan Youdin & Olga Sbitneva 3º titolo |